# Verkleurzwammetje
Het verkleurzwammetje (Melanophyllum haematospermum) is een schimmel behorend tot de familie Agaricaceae. Het leeft saprotroof op humusrijke bodem, in parken, tuinen en loofbossen op voedselrijke klei en zandbodems, ook in kassen.

## Kenmerken

### Uiterlijke kenmerken
Hoed
De hoed heeft een diameter van 1 tot 3 cm. De vorm is bij jonge exemplaren conisch, convex, later halfrond tot klokvormig, uiteindelijk vlak, met een lage umbo. Aan de randen hangen grijsbruine resten van de omhulling, bij jonge vruchtlichamen gedeeltelijk verbonden met de steel. Het oppervlak is lichtbruin tot grijsbeige, bedekt met pluisjes. Bij oudere exemplaren is het korrelig.
Lamellen
De lamellen staat vrij van de steel en zijn 4 mm breed. De kleur is aanvankelijk karmijnrood, daarna wijnbruin, uiteindelijk bijna zwart.
Steel
De steel heeft een lengte van 2 tot 4 cm en een dikte van 2-3 mm. De vorm is cilindrisch. De steel is vol op jonge leeftijd, daarna hol, recht, zelden gebogen, bros. Het oppervlak van jonge exemplaren is bedekt met grijsbruine korrels. Bij het wegvegen komt een bruin laagje tevoorschijn. De steelvoet is met een bol, gedeeltelijk bedekt met een vliezig, vervagend omhulsel.
Geur en smaak
Het vlees is wit en wordt bij beschadiging onmiddellijk wijnrood en vervaagt vervolgens. Het heeft ene fruitige of radijsgeur en een milde smaak.

### Microscopische kenmerken
De sporen zijn in versie toestand olijfgrijs en in droge toestand bruin en dunwandig. De sporen zijn elliptisch tot langwerpig-elliptische vorm in zijaanzicht, vergelijkbaar profiel met enigszins afgeplatte en gebogen zijkanten en meten 4,5-6,5 × 2,5-3,0 μm. Het oppervlak is glad of fijn ruw.

## Ecologie
Het groeit op de grond, afzonderlijk, verspreid of in kleine groepjes in humusrijke grond en dichtbij rottend hout; onder naald- en loofbomen; het voorkomen ervan is ook gemeld in kassen en composthopen. Vruchtlichamen verschijnen na regenval aan het einde van de zomer.

## Verspreiding
Het verkleurzwammetje komt voor in Noord-Amerika en Europa. De soort staat ook op de lijsten van bedreigde soorten in Oostenrijk en Noorwegen. Het is ook zeldzaam in Noord-Amerika.
In Nederland komt het verkleurzwammetje vrij algemeen voor. Hij staat op de rode lijst in de categorie 'Kwetsbaar'.